# Minibus

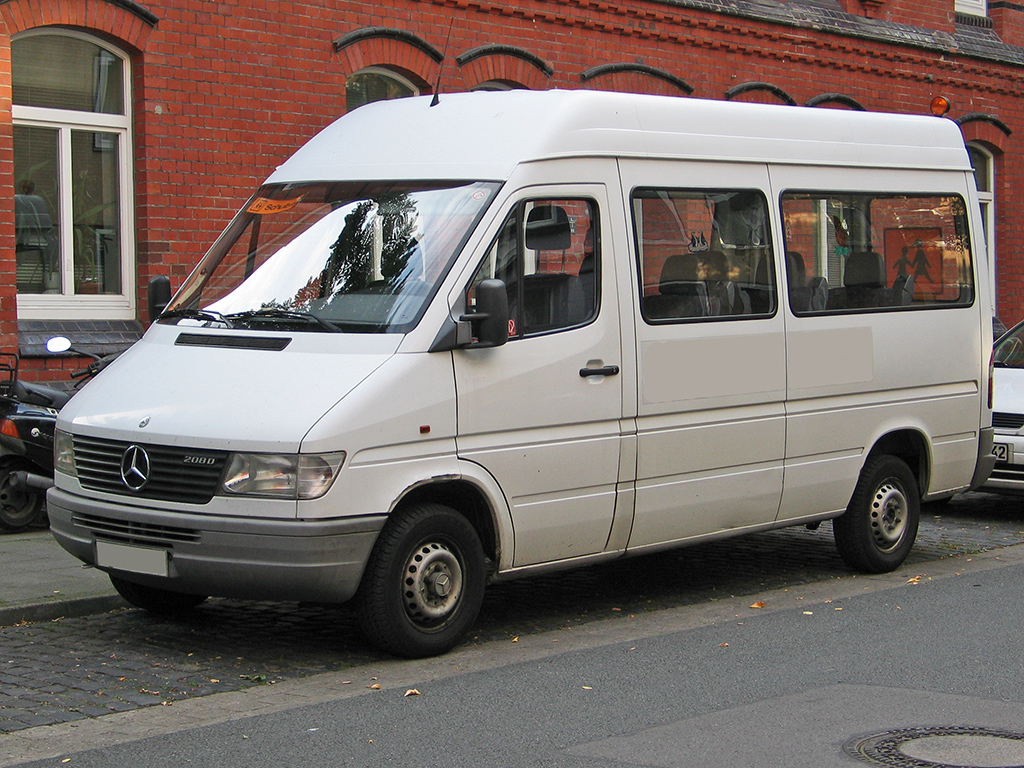
Mercedes-Benz Sprinter minibus

Een minibus is een personenauto met ramen en maximaal 9 zitplaatsen, inclusief bestuurdersstoel. Het chassis is meestal afgeleid van een bestelbus of is parallel daarmee ontwikkeld. Soms wordt de term ook gebruikt voor kleine autobussen van een vergelijkbaar ontwerp maar met een grotere passagierscapaciteit (tot 30 zitplaatsen).

## Regionale varianten

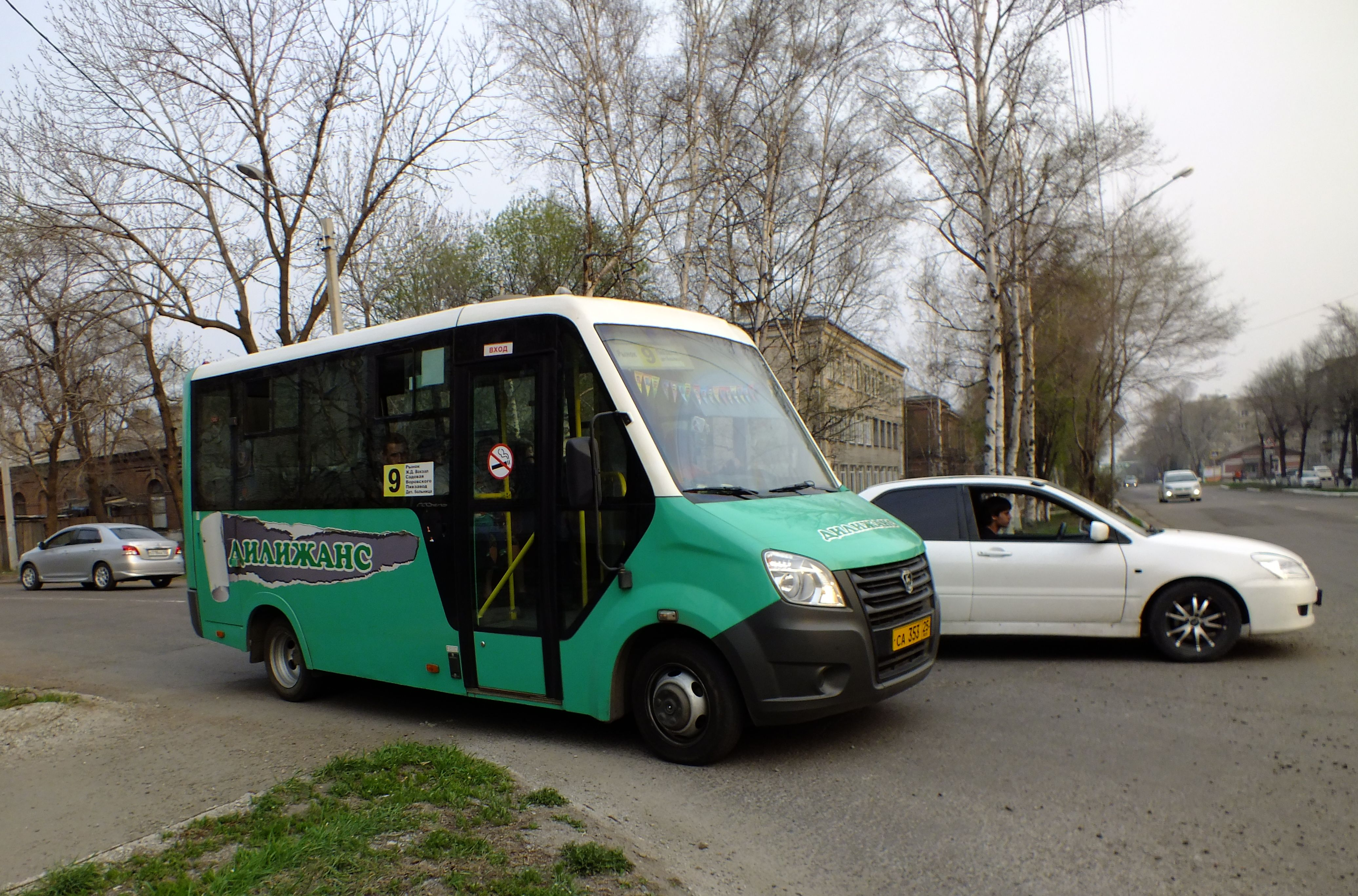
GAZelle NEXT marsjroetka

Er zijn over de hele wereld veel verschillende soorten openbaar vervoersdiensten die worden uitgevoerd met voertuigen die als minibus kunnen worden beschouwd, zoals de pesero in Mexico en de marsjroetka in de voormalige Sovjet-Unie.
Het vervoermiddel wordt ook veel in landen in Azië gebruikt. In Indonesië heten ze ook wel bemo, een afkorting van becak motor. Op het (centrale) busstation van een stad vervoeren ze passagiers naar omliggende steden en dorpen. Er zijn verschillende soorten en grootten. Er worden vaak meer passagiers vervoerd dan (wettelijk) is toegestaan. Ook zijn er vaak geen "echte" haltes, maar geeft men aan wanneer men wil uitstappen waarna er wordt gestopt.
Voor langere afstanden wordt een autobus gebruikt.
- Gemeinsame Normdatei: 4164101-2
- Library of Congress Control Number: sh2001005756
- Nationale Bibliotheek van Israël: 987007539744105171